# Au balcon d'Hiroshima
Au balcon d'Hiroshima est le vingtième et unième et dernier roman policier de Jean Amila paru dans la collection Série noire avec le numéro 2007 en 1985.

## Résumé
Delaveine et Roblet, deux truands incarcérés pour un braquage depuis le début de la Seconde Guerre mondiale, s’évadent et, plus par intérêt que par conviction, rejoignent la résistance. Profitant de leur situation, ils participent à l’épuration, n’oubliant pas de se servir au passage. Mais ce qu’ils veulent, c’est retrouver leur complice, Roger Dampierre dit Roro qui, lors de l’attaque de la banque, s’est enfui avec la voiture et le butin, les laissant seuls face aux policiers, dont l'un est tué par les balles des gangsters. Après un interrogatoire quelque peu musclé, ils apprennent d’un certain Hochuli que Roro, sous le nom de Jérémie Gilbert, est parti pour Tokyo en 1941.
Delaveine et Roblet partent au Japon pour le retrouver. Mais le fugitif a depuis longtemps perdu le magot lors des bombardements de Tokyo. Leur poursuite se terminera lors du bombardement atomique d’Hiroshima le 8 août 1945. Roro continuera sa vie en gérant des maisons closes pour les officiers japonais jusqu’au début de l’occupation du Japon par l’armée américaine.

## Édition
Le roman est publié dans la Série noire avec le numéro 2007 en 1985. Il n’a jamais été réédité.

## Prix et récompense
Le roman a obtenu le prix Mystère de la critique 1986.

## Autour du livre
C’est le dernier roman de Jean Amila qui n’écrira plus qu’un récit autobiographique signé Jean Meckert, Comme un écho errant.
Claude Mesplède critique ce livre comme étant « ...aussi une charge contre la bêtise humaine en général et celle des militaires en particulier. La hargne de Jean Amila est servie par un style remarquable qui utilise avec finesse les capacités de l'argot ».

## Sources
- Polar revue trimestrielle no 16, octobre 1995
- Claude Mesplède, Les Années Série noire vol.5 (1982-1995), Encrage « Travaux » no 36, page 91-92, 2000